# Mazalán Pál
Mazalán Pál (Igló, 1891. május 29. – Budapest, 1959. december 3.) okleveles bányamérnök, műszaki egyetemi meghívott előadó, a műszaki tudományok kandidátusa (1952), a Magyar Tudományos Akadémia Hydrológiai Főbizottságának tagja, a szocialista munkáért érdemérem tulajdonosa.
Geofizikus és hidrogeológus is.

## Élete és munkássága
Műszaki tanulmányait a selmecbányai Bánya- és Erdőmérnöki Főiskola hallgatójaként végezte el 1913-ban. 1913. őszén a kolozsvári Kutató Bányahivatalhoz került. Az I. világháború idején (1914–1918) az erdélyi földgázmezőkön végzett eredményes torziós ingaméréseket. Az I. világháború befejezését követően a Debrecenben létrehozott Nagyalföldi Bányászati Kutató Kirendeltség vezetésével bízták meg. 1920-tól a nagyalföldi és dunántúli kutatófúrásokat irányította, melyek a Nagykanizsa melletti lispei olajmező feltárására vezettek. Az 1920-as évek második felétől főleg ivó- és iparivízfeltárásokat végzett. 1924–1926 között Új-Guineában vezette az angol érdekeltségű földolajkutatásokat. 1926-ban japáni földolajterületeken folytatott tanulmányokat, később az amerikai olajmezőkön. 1927-ben tért vissza Magyarországra. 1932-ben megteremtette a magyarországi mélyfúróipar munkaeszközeinek gyártási feltételeit és létrehozta a Mazalán Pál Mélyfúrási Vállalata és Gépgyára nevű céget, amely bekapcsolódott a hazai nyersanyagok és ivóvíz feltárásának munkálataiba. A II. világháború idején (1939–1945) saját üzemet létesített olajkutató és fúróeszközök és berendezések gyártására. 1938–1959 között a mélyfúrású kutak című tárgy előadója volt a Budapesti Műegyetemen. 1948-ban cégét államosították és 1949-ig mint szakértő működött a közben Mélyfúró Berendezések Gyárára átnevezett vállalatnál. 1949–1959 között a Bányászati Kutató Intézet olajosztályának vezetője volt.
Munkásságának eredményeiről számos tanulmányban számolt be.

## Családja
Szülei: Mazalán Pál és Folkmann Hermina voltak. 1918. február 5-én, Budapesten házasságot kötött Corchus Magdolnával.
Sírja a Farkasréti temetőben található (DD-174. fülke).

## Művei
- Budapest Székesfőváros legújabb ásványvízfúrásainak műszaki leírása (1932)
- Készülék fúrt kutak folyadékmozgási viszonyainak meghatározására (1937)
- Hazai mélyfúrási gyakorlatunk különös tekintettel a földgáz- és olajkutatásra (1939)
- A mélyfúrású ivóvízkutak helyes létesítésének módja és az ezzel kapcsolatos teendők (Vízügyi Közlöny, 1939. 3 – 4. sz.)
- Hozzászólás Papp Ferenc cikkéhez (1941)
- Péch Antal serlegbeszéd 1941. okt. 9 (1941)
- Mezőgazdaságok és vidéki házak vízellátása (1941)
- Egyes hidrológiai és műszaki vonatkozások a vízszerzésnél (1942)
- Fedü- és feküvizes telepek víztelenítésének hidrológiai alapelvei (1952)
- A mélységi hidraulika módszereivel elért újabb eredmények (MTA Műszaki Tudományok Osztály Közleménye, 1953)
- Mélyfúrású kutak (tankönyv, Budapest, 1960, 1962-1963, 1965)

## Díjai
- Bogdánfy Ödön-emlékérem (Magyar Hidrológiai Társaság, 1958)[7]